# Centronyx
Centronyx är ett fågelsläkte i familjen amerikanska sparvar inom ordningen tättingar. Släktet omfattar två nordamerikanska arter:
- Gärdsparv (Centronyx henslowii)
- Präriesparv (Centronyx bairdii)

Tidigare placerades arterna i släktet Ammodramus, men studier visar att de inte alls är varandras närmaste släktingar. Gärdsparven och präriesparven är närmast släkt med grässparv (Passerculus sandwichensis) och inkluderas därför av vissa i släktet Passerculus.